# Де Лели, Адрианус
Адрианус Адам Герардус де Лели (нидерл. Adrianus Adam Gerardus de Lelie, 31 мая 1827 — 15 марта 1899) — голландский шахматист. Неофициальный чемпион Нидерландов 1874 г.

## Спортивные результаты
| Год  | Город     | Соревнование                                  | + | − | = | Результат | Место |
| ---- | --------- | --------------------------------------------- | - | - | - | --------- | ----- |
| 1861 | Амстердам | Серия показательных партий с А. Андерсеном    | 0 | 2 | 0 | 0 из 2    |       |
| 1874 | Амстердам | 2-й турнир Нидерландской шахматной ассоциации |   |   |   |           | 1—2   |